# Гелница

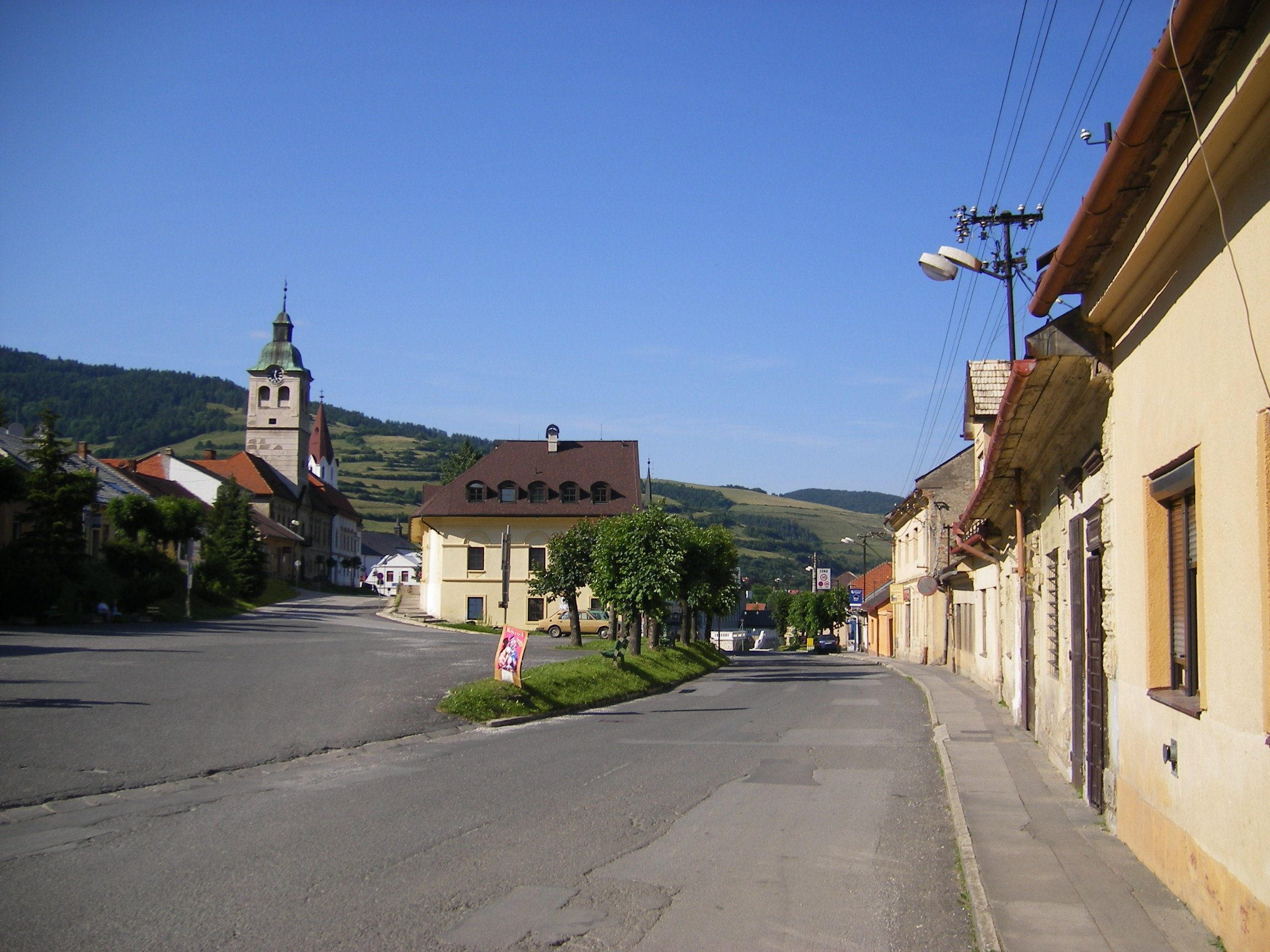
Центр Гелницы

Ге́лница (словац. Gelnica, нем. Göllnitz, венг. Gölnicbánya) — город в восточной Словакии, расположенный у подножья Воловских Врхов на реке Гнилец. Население — около 6,1 тысячи человек.

## Название
Немецкое название «Гёллниц» происходит от первоначального славянского названия «Гнилец» (словац. Hnilec), словацкое название «Гелница» уже происходит от немецкого «Гёллниц».

## История
Городские права Гелнице дал король Бела IV в 1264, это свидетельствует о том, что уже в XIII веке Гелница была важным с экономической точки зрения поселением. В середине XIII века в Гелницу переселяется много немецких колонистов из Баварии, Тюрингии и Рейнланда-Пфальца. Очень скоро немецкое население начинает преобладать. В XIV—XV веках Гелница переживает расцвет. В городских шахтах добывается золото, серебро, медь, свинец, железо, ртуть. В шахтах работало 300—400 шахтёров. В 1435 Гелница становится свободным королевским городом. Шахты были закрыты лишь в 1923 году и до 1948 года в городе наблюдается упадок. В то время окрестности Гелницы называли «Голодная долина».

## Население
| Год:                | 1994 | 2004    | 2014    | 2024    |
| ------------------- | ---- | ------- | ------- | ------- |
| Количество человек: | 6366 | 6213    | 6163    | 5775    |
| Разница:            |      | −2,40 % | −0,80 % | −6,29 % |

## Достопримечательности
- Костёл св. Марии
- Лютеранская кирха
- Горный музей в ратуше
- Развалины замка

## Известные уроженцы
- Густав Грац (1875–1946) — венгерский политический и государственный деятель, министр иностранных дел Венгрии (1921), министр экономики (1917).
- Франтишек Кашицкий (род. 1968) — словацкий политический, государственный и дипломатический деятель. Министр обороны Словакии (2006—2008).